# Chevrolet Series FB
Chevrolet Series FB – samochód osobowy produkowany pod amerykańską marką Chevrolet w latach 1919 – 1922.

## Dane techniczne
- Pojemność: 3,7l
- Moc: 37 KM
- Liczba cylindrów: 4